# Charles Spearman
Charles Edward Spearman, né le 10 septembre 1863 à Londres où il meurt le 17 septembre 1945, est un psychologue anglais connu pour son travail sur l'intelligence et facteur g. Il fait des recherches en statistique et analyse factorielle. La corrélation de Spearman est nommée en son honneur.

## Biographie
Il fait ses études secondaires au Leamington College (Warwickshire), puis des études d'ingénieur. Il exerce sa profession dans l'armée britannique, avec le grade d'officier pendant quinze ans. Il démissionne de l'armée et prépare un doctorat de psychologie sous la direction de Wilhelm Wundt, à l'Institut de psychologie expérimentale de l'université de Leipzig, cursus interrompu par la guerre des Boers, durant laquelle il est officier formateur à Guernesey. Il fait à nouveau plusieurs séjours d'étude en Allemagne, entre 1897 et 1907. Il est nommé à l'University College de Londres, d'abord comme maître de conférences (Reader) en psychologie expérimentale où il succède à William McDougall (1907-1911), puis comme professeur titulaire de la chaire Grote Professor of Mind and Logic (1911-1928) et enfin comme professeur de psychologie (1928-1932). C'est à l'University College qu'il fait école en psychologie, en menant des recherches en psychologie expérimentale et en statistiques, tout en gardant des attaches avec la philosophie. Il publie deux livres importants, The Nature of Intelligence and the Principles of Cognition (1923) et The Abilities of Man (1927). Sa première théorisation de la « théorie des deux facteurs » est publié dans un article de l'American Journal of Psychology en 1904, puis il la retravaille après sa retraite universitaire à l'université de Chicago, avec Karl J. Holzinger,. D'autres développements des travaux de Spearman sont dus au psychologue et psychométricien Louis Leon Thurstone, de l'université de Chicago.

## Recherches

Graphique de la corrélation de Spearman

Il élabore en 1904 une méthode statistique, l'analyse factorielle, permettant de dégager des facteurs communs à des variables observées. Cette méthode lui permet de postuler un facteur unique, le facteur g (pour général) qui sous-tendrait les performances à des tâches intellectuelles diverses.

## Hommages et distinctions
- 1923-1926 : président de la British Psychological Society (1923-1926)[1].
- 1925 : président de la British Association for the Advancement of Science.
- Membre de la Royal Society
- 1938 : membre de la Leopoldina[5].
- Membre de la National Academy of Sciences

La médaille Spearman, créée en 1965 par la British Psychological Society pour récompenser les travaux de jeunes chercheurs en psychologie du Royaume-Uni, est nommée en son honneur.

## Publications
- « General Intelligence objectively determined and measured », American Journal of Psychology 15, 201-293, 1904 [lire en ligne].
- The Nature of Intelligence and the Principles of Cognition, London: Macmillan, 1923.
- The Abilities of Man, London: Macmillan, 1927.
- Creative Mind, New York: Appleton, 1931.
- Psychology down the Ages, 1937.
- Human ability, avec L. W. Jones, London: Macmillan, 1950.